# Gabi Lorenz
Gabi Lorenz (* 23. März 1961, jetzt Gabi Ockel) ist eine ehemalige deutsche Volleyballspielerin.
Gabi Lorenz war zwischen 1977 und 1986 vielfache deutsche Nationalspielerin. Sie spielte bis 1988 in der Bundesliga für die TG Rüsselsheim und wurde 1981 deutsche Pokalsiegerin. 1982 wurde Gabi Lorenz zur Volleyballerin des Jahres gewählt.